# Tork
Tork (2005) – hiszpański serial animowany nadawany przez kanał telewizyjny JimJam i Polsat JimJam, od 5 maja 2011 o 7:00 rano serial zadebiutował w Polsce na kanale Cartoon Network. Wyprodukowany przez Neptuno Films, producenta seriali jak Krówka Connie i Dougie w przebraniu.

## Opis fabuły
Serial opowiada o przygodach małego, mieszczącego się w ręku dziecka elfie, który w postaci dodatku do prezentu trafia do małego domowego ogrodu, gdzie wróżka Iris, sprawia, że Tork z zabawki może zmienić się w żywego elfa.

## Bohaterowie
- Tork – główny bohater serialu.
- Battery – antromoporficzne UFO.
- Iris – wróżka.
- Catherine - nowa dziewczyna na deskorolce.